# Mimamsa
La Mimamsa (devanāgarī: मीमांसा, Mīmāṃsā) és una escola de la filosofia índia (àstika) o hindú, és a dir que reconeix l'autoritat dels Veda. El seu nom significa "la investigació anterior" o "exegesi". Es proposa dur a terme una revisió sistemàtica dels textos fundadors i rituals de sacrifici vèdics. Considera les accions ètiques com la força que determina l'aspecte del món.

## Origen i terminologia
Creat pel savi Jaimini (c. 200 dC), el Mimamsa també es diu Purva-mimamsa ('vella exegesi') o Karma-mimamsa, a diferència de la Uttara-mimamsa ('exegesi superior') posterior, dita igualment Brahma-mimamsa, Xariraka-mimamsa o Vedanta.

## Text de la Mimansa
El text fundador de la Mimamsa és el Mimamsa Sutra, escrit entre el 300 i el 100 aC. Està estructurat en dotze capítols on el primer tracta principalment de filosofia. Un dels principals comentaris és de Śābara al segle v o vi. Per aquesta escola de pensament els Veda no els van escriure els homes.

## Filosofia
Els filòsofs de la Mimamsa no creuen en la contemplació, en la recerca de l'Absolut. També durant un primer moment van refusar, fins a un cert punt, la idea de l'alliberament (mokxa). Es van veure obligats a integrar-la, argumenten que s'obté mitjançat els ritus. Tenen la concepció que l'acció ('karma') és dolorosa per naturalesa. L'acció no expressa l'home, només traeix al seu desig de sentit egoista. No obstant això, aquests rituals es poden realitzar a la felicitat interior.